# Rudapithecus hungaricus
Rudapithecus es un género de homínidos extintos, que vivían en el  Mioceno superior (alrededor de hace 9,5 a 10 millones años) en el territorio de la actual Hungría, Alemania y Austria. En la actualidad, es un taxón cuestionable, ya que muchos profesionales que han estudiado al género Dryopithecus lo ven como sinónimo de la especie Dryopithecus brancoi.
Los primeros hallazgos fueron hechos en 1966 cuando se trabajaba en la búsqueda de oro cerca de la aldea Rudabánya en el norte de Hungría. El paleontólogo Milkos Kretzoi publicó una descripción en 1969 bajo el nombre de Rudapithecus hungaricus. Más tarde se reconoció que la similitud con el género Dryopithecus era tan elevada que los hallazgos del género Rudapithecus se reclasificaron como Dryopithecus brancoi. Hasta el inicio del siglo XXI, en el que algunos investigadores están empezando a reconocer nuevamente la separación del género Rudapithecus.
El género Rudapithecus también fue reconocido en Baden-Wurtemberg (Alemania) y quizás en otros lugares en Austria (Mariathal, Götzendorf) y otros en Alemania (Melchingen, Ebingen, Trochtelfingen, y Wissberg).

## Descripción
Las excavaciones sistemáticas en Rudabánya revelaron un gran número de restos, así que se considera que Rudapithecus es un homínido bien documentado. Era un primate mediano, alcanzando una masa de hasta 45 kg, que es casi del tamaño de un chimpancé común.
Los hallazgos más importantes son unos cráneos bien preservados. En particular, un cráneo hallado en 1999, es único porque los huesos no sólo preservan la cara, sino también el cráneo. El hallazgo recibió el apodo de Gabi por el descubridor del primer hallazgo en año 1966, que era un geólogo húngaro, Gabor Hernyák. Las características típicas incluyen un cráneo largo y bajo, una nariz  y mandíbula menos prominente, arcos superficiales débiles pero claros, ventana de la nariz estrecha y gran distancia entre las órbitas. La capacidad craneal de dos cráneos mejor conservados alcanzaba 305 cm³ y 320 cm³. La forma de la mandíbula muestra que su alimentación consistía básicamente en fruta subtropical.
Además de los huesos del cráneo de Rudabánya con bastante frecuencia se encuentran huesos postcraneales. Húmero, cúbito y radio, varios carpos, falanges, astrágalo, pelvis y fémur mostraban rasgos típicos de los homínidos. Se parecen considerablemente a los huesos de los orangutanes modernos, y demuestran que Rudapithecus estaba completamente adaptado a la vida arbórea. Las falanges eran muy curvadas, particularmente en las manos, lo que indica que realizaba el movimiento de braquiación en las ramas.